# Deinopa fulvia
Deinopa fulvia är en fjärilsart som beskrevs av Druce 1898. Deinopa fulvia ingår i släktet Deinopa och familjen nattflyn. Inga underarter finns listade i Catalogue of Life.